# Georg Ackermann
Georg Ackermann (2 de março de 1918 - 16 de dezembro de 2007) foi um oficial alemão que serviu na Luftwaffe durante a Segunda Guerra Mundial. Foi condecorado com a Cruz de Cavaleiro da Cruz de Ferro.

## Carreira

### Patentes
| Flieger       | 1939 |
| Gefreiter     | 1940 |
| Unteroffizier | 1941 |
| Feldwebel     | 1941 |
| Leutnant d.R. | 1942 |

## Condecorações
| Cruz de Ferro 2ª Classe                                                | 1940                    |
| Cruz de Ferro 1ª Classe                                                | 1941                    |
| Cruz Germânica em Ouro                                                 | 21 de agosto de 1942    |
| Troféu de Honra da Luftwaffe                                           | 2 de abril de 1942      |
| Flugzeugführerabzeichen                                                | 1940                    |
| Distintivo de Voo do Fronte da Luftwaffe em Ouro com denominação "300" |                         |
| Cruz de Cavaleiro da Cruz de Ferro                                     | 28 de fevereiro de 1945 |